# Härjevads socken
Härjevads socken i Västergötland ingick i Skånings härad, uppgick 1969 i Lidköpings stad och området ingår sedan 1971 i Lidköpings kommun och motsvarar från 2016 Härjevads distrikt.
Socknens areal är 10,19 kvadratkilometer varav 9,97 land. År 2000 fanns här 107 invånare. Kyrkbyn Härjevad med sockenkyrkan Härjevads kyrka ligger i socknen.

## Administrativ historik
Socknen har medeltida ursprung. 
Vid kommunreformen 1862 övergick socknens ansvar för de kyrkliga frågorna till Härjevads församling och för de borgerliga frågorna bildades Härjevads landskommun. Landskommunen uppgick 1952 i Saleby landskommun som 1969 uppgick i Lidköpings stad som 1971 ombildades till Lidköpings kommun. Församlingen uppgick 2006 i Sävare församling.
1 januari 2016 inrättades distriktet Härjevad, med samma omfattning som församlingen hade 1999/2000.  
Socknen har tillhört län, fögderier, tingslag och domsagor enligt vad som beskrivs i artikeln Skånings härad. De indelta soldaterna tillhörde Skaraborgs regemente, Skånings kompani och Västgöta regemente, Livkompaniet.

## Geografi
Härjevads socken ligger söder om Lidköping med Lidan i väster och Jungån i öster. Socknen är en odlad slättbygd på Varaslätten.

## Fornlämningar
En gravhög finns bevarad, Kung Arnes hög.

## Namnet
Namnet skrevs 1464 Heriewatz och kommer från kyrkbyn. Efterleden är vad, 'vadställe' syftande på ett sådant vid Lidan. Förleden kan innehålla ett ånamn Häria, bildat av har, 'stengrund'. Lidan strömmar här på nakna berggrunden.